# Михайловка (Мамлютський район)
Миха́йловка (каз. Михайлов) — село у складі Мамлютського району Північноказахстанської області Казахстану. Входить до складу Дубровинського сільського округу, раніше було центром і єдиним населеним пунктом ліквідованої Михайловської сільської ради.
Населення — 448 осіб (2021; 615 у 2009, 830 у 1999, 1062 у 1989).
Національний склад станом на 1989 рік:
- росіяни — 72 %.